# 十六小地獄
十六小地獄（じゅうろくしょうじごく、梵: utsada〈増〉）は、仏教の地獄に伝わる八大地獄の周囲に存在する小規模の地獄。眷族地獄、増地獄、別所とも。

## 概要
最初期の仏教から無間地獄の観念が成立しており、『スッタニパータ』ではすでにアッブダ地獄（abbuda）、ニラッブダ地獄（nirabbuda）など複数の地獄が数えられていた。「十八泥梨経」には、18の地獄の存在が説明されている。初期の経典が成立し体系化されると、八大地獄の概念とともに黒沙、沸屎、五百釘、飢、渇、一銅釜、多銅釜、石磨、膿血、量火、灰河、鉄丸、釿斧、豺狼、剣樹、寒の十六小地獄（十六遊増地獄）の概念が成立した（「長阿含経」第十九地獄品 ［長阿含世記経］）。
十六小地獄の叙述は経典によってまちまちである。これは、一般に信じられていた地獄観を仏教の地獄観に取り入れようとした結果付属地獄が建てられたもので、名称は必ずしも一定したものではなかった。『立世阿毘曇論』（八）では十寒・八熱・十六増、『長阿含経』では八寒・八熱・十六増、『俱舎論』以降は八寒・八熱の地獄のうち八熱地獄に十六小地獄という地獄観が定着した。
日本においては『俱舎論』の叙述に基づいた地獄絵図が描かれることが多い。八大地獄の東西南北に四つの門があり、門一つごとに小地獄が4種類付随し、合計で十六種類あるとされている。『俱舎論』（巻十一）によれば、それぞれの門に煻煨、屍糞、鋒刃、烈河という小地獄（増）があり、鋒刃にはさらに刀刃路、剣葉林、鉄刺林の三つの地獄があるとされた。これらの地獄のうちほとんどはヒンドゥー教の神話に由来するものであり、たとえば烈河増は原文では「ヴァイタラニー河（nadī Vaitaraṇi）」であり、これは『マハーバーラタ』に出てくる大地と下界を隔てる河の名と同一である。
『往生要集』の地獄叙述でたびたび引用される『瑜伽師地論』では、別処（小地獄）について、煻煨、死屍糞泥、刀剣の刃の道と刃の葉の林（刀剣・刃路）、設拉末梨（śālmalī; 刺）の林があり、灰水のたぎる河が流れ、これら4つの園をもって1つの別処であると説明している。ただし、玄奘による漢訳ではサンスクリット原文で繰り返し用いられている語句がそれぞれ別の語句に置き換えられ、訳注と思われる原文にはない文章が追加されている。
八大地獄の中にそれぞれ八つの炎火・寒氷の地獄があるとする説もあり、『諸経要集』（十八）では、さらにこれに加えて阿鼻地獄の中に十八小地獄があるとされる。八大地獄と各十六小地獄内の128の地獄を合わせて「一百三十六地獄」（いっぴゃくさんじゅうろくじごく）と呼ばれる。
これらの地獄に落ちた罪人は「地獄罪人」「地獄餓鬼」「地獄有情」などとよばれる。小地獄では、罪人は大地獄で責め苦を受けた上にさらに苦しみを受ける。条件に合った亡者の他に、大地獄から逃げてきた亡者が迷い込むこともある。
なお、特に断りがない場合、以下に述べる種類と描写は「正法念処経」の記述に従う。ただし出典として草野巧『地獄』新紀元社（1995）を用いている箇所が多々ある。

## 等活地獄
必要がないのに生き物をむやみやたらと殺す、などの「殺生」の罪で落とされる等活地獄に付随する小地獄。「刀を使って殺生した」などの細かい条件によって十六種類の地獄が用意されている。ただし、その内9種類は、「正法念処経」においては名前のみで内容が記されていない。
十六小地獄とは、仏教の地獄に伝わる八大地獄の周囲に存在する小規模の地獄で、地獄に落ちた亡者の中でもそれぞれ設定された細かい条件（生前の悪事）に合致した者が苦しみを受ける。条件は当時の倫理観や仏教の教えに沿っているため、中には現在の倫理観や社会風俗などに合わないものも存在する。なお、特に断りがない場合、種類と描写は「正法念処経」の記述に従う。
等活地獄に付随する小地獄で、内容が記されている分類は、次の7種。

### 屎泥処（しでいしょ）
対象は鳥や鹿を殺した者。沸騰した銅と煮えたぎっている糞尿が沼のようにたまっており、亡者達はその中で苦い屎を食わされ、金剛の嘴を持つ鳥に体を食い破られる。

### 刀輪処（とうりんしょ）
対象は刀を使って殺生をした者。10由旬の鉄の壁に囲まれており、地上からは猛火、天井から熱鉄の雨が亡者を襲う。また、樹木から刀の生えた刀林処があり、両刃の剣の雨も降り注ぐ。

### 瓮熟処（おうじゅくしょ）
対象は動物達を殺して食べた者。 獄卒が罪人を鉄の瓮（かめ）に入れて煮る。瓮熱処（おうねつしょ）とも呼ばれる。

### 多苦処（たくしょ）
対象は人を縄で縛ったり、杖で打ったり、断崖絶壁から突き落としたり、子供を恐れさせたり、拷問で人々に大きな苦痛を与えた者。十千億種類以上の苦しみが用意されており、生前の悪行に応じた形で苦しめる。

### 闇冥処（あんみょうしょ）
対象は信仰宗教の為、羊や亀を殺した者。真っ暗闇で闇火（あんか）や熱風が罪人を焼いて苦しめる。

### 不喜処（ふきしょ）
対象は法螺貝を吹くなど、大きな音を立てて驚かせたうえで、鳥獣を殺害した者。昼夜を問わず火炎が燃え盛り、熱炎の嘴の鳥、犬、狐などの獣によって肉や骨の髄まで食われる。

### 極苦処（ごくくしょ）
対象は生前にちょっとした事で腹を立ててすぐに怒り、暴れ回り、物を壊し、勝手気ままに殺生をした者。常に鉄火で焼かれ、獄卒に生き返らされては険しい断崖絶壁の下に突き落とされることが繰り返される。

### 名前のみ伝わっている小地獄
衆病処（しゅうびょうしょ）、両鉄処（りょうてつしょ）、悪杖処（あくじょうしょ）、黒色鼠狼処（こくしょくそろうしょ）、異異回転処（いいかいてんしょ）、苦逼処（くひつしょ）、鉢頭麻鬢処（はちずまびんしょ）、陂池処（ひちしょ）、空中受苦処（くうちゅうじゅくしょ）は、名前のみで内容は記されていない。

### その他の小地獄
鉄窟地獄（てっくつじごく）。鉄崛地獄とも呼ばれ、「正法念処経」には記されていないが、「観仏三昧海経」にて伝わっている小地獄。『十往心論』（一）では黒縄地獄を指す言葉として用いられている。

## 黒縄地獄
殺生に加えて「盗み」の悪行が加わると落とされる黒縄地獄に付随する小地獄。ここにも十六種類の小地獄があると伝わる一方で、「正法念処経」には3種類の名前・内容しか記されていない。
等活地獄の10倍の苦しみ。

### 等喚受苦処（とうかんじゅくしょ）
対象は生前に間違った法を説いた者、崖から投身自殺した者。燃える黒縄に縛られて、計り知れないほど高い崖の上から鉄刀が突き出す熱した地面に落とされる。その上で燃える牙を持つ犬に食い殺される。黒縄地獄にありながら、落ちる条件は「盗み」ではなく「嘘」や「邪見」にあたるのだが、これは「盗み」の身でありながら「嘘」を行った罪による。

### 旃荼処（せんだしょ）
対象は病人が用いるべき薬品を病人でもないのに用いた中毒患者（阿片など）。烏、鷺、猪などが罪人の眼球や舌をつついて抜き出し、獄卒たちが杵や大斧で罪人を打ち据える。

### 畏熟処（いじゅくしょ）・畏鷲処（いじゅうしょ）
対象は貪欲のために人を殺し、飲食物を奪って飢え渇かせた者。鉄の棘が生えた地面を、杖、火炎の鉄刀、弓矢などを持った獄卒に追い回され、休む間もなくいつまでも走らされる。転倒すると金棒で何度も殴られ、水をかけられる。

## 衆合地獄
殺生・盗みに加えて、倒錯した性嗜好などの「邪淫」の悪行が加わると落とされる衆合地獄に付随する小地獄。「妻以外の女性と性行為を行った」などの細かい条件によって十六種類の地獄が用意されている。なお、特に断りがない場合、種類と描写は「正法念処経」の記述に従う。
邪淫は夫、妻で無い者と性行為をする事は勿論、夫や妻でも不適当とされる行為（姦淫）も含まれる。衆合地獄の苦しみは、黒縄地獄の10倍とも言われる。刀で出来た林（刀葉林）があるのが特徴。上には絶世の美女が「抱いてほしい」と誘惑するが、上るたびに刀葉林で切り裂かれる。苦労して上っても美女は下に移動しており、永遠に出会うことは無い。なお、距離の単位となる1由旬は7～14kmである。

### 悪見処（あくけんしょ）
他人の子供に性的虐待を行った罪に対応するもので、『往生要集』上・一ノ一によると、他人の子供に邪婬行をした罪人が落ちるとされる。自分自身の子供が陰部から串刺しになる様子を見せられる。また己の肛門から熱した銅が注がれ内臓が焼き爛れる苦しみを受ける。単に悪見とも呼ばれている。

### 大量受苦悩処（たいりょうじゅくのうしょ）
異常な方法で性行為を行った罪、それを覗き見して真似した罪に対応するもので、炎の剣で肛門から腰かけて串刺しにされる。男は睾丸、女は卵巣を抜かれる。

### 割刳処（かっこしょ、かちこしょ）
口を使い、性行為した罪に対応するもので、口に釘を打って頭から貫通させ、それを急に抜き取り、今度は口から耳へ貫いて抜き取り、ということの連続で苦しめる。また、溶けた赤銅を口から注ぎ込んで内臓を焼く。

### 脈脈断処（みゃくみゃくだんしょ）
男性に淫らな性行為を迫った女の罪に対応するもので、筒を通して口の中に溶けた銅を流され、「私は今、孤独です」と大声で叫ぶようにうながされる。

### 団処（だんしょ）
牛や馬を相手に性行為（獣姦）を行った罪に対応するもので、地獄に牛や馬がおり、罪人が生前と同じように性行為を行おうとすると、その牛馬の体内の炎が性器を通じて罪人の体を焼きつくす。

### 多苦悩処（たくのうしょ）
男同士で性行為をした罪に対応するもので、生前に愛した男がいて、燃やされているのを見せられる。罪人がそれを抱くと相手の男から発する炎で共に焼き尽くされる。しかし再び生き返り、同じことが繰り返される。

### 忍苦処（にんくしょ）
戦争などで手に入れた他人の妻を寝取ったり、それを他人に与えたものが落ちる。獄卒たちが罪人を木から逆さ吊りにし、下からの炎で焼き殺すことを繰り返す。息をすると肺まで燃え上がる。

### 朱誅処（しゅちゅうしょ）
羊やロバを相手に性行為を行ったうえ、仏を敬わなかった者が落ちる。鉄の蟻の大群にたかられ、肉や骨、内臓まで喰われる。

### 何何奚処（かかけいしょ）
兄弟、姉妹を相手に性行為を行った者が落ちる。燃え上がる炎に焼かれ、鉄の烏の大群に食い尽くされる。その苦痛の叫び声は5000由旬にわたって響いている。さらにここに落ちるべき罪人には転生前の中有の段階でその声が聞こえるのだが、善悪が倒錯した罪人にはそれが喜びの声に聞こえてしまい、その地獄に行きたいと願ってしまうという。

### 涙火出処（るいかしゅっしょ）
禁を犯した尼僧と性行為を行った者が落ちる。その名の通りに罪人が流した涙が炎となって当人を焼く。獄卒に毒樹のトゲを目に刺され、鉄のはさみで肛門を裂かれ、そこに溶けた白蝋を流し込まれる。

### 一切根滅処（いっさいこんめつしょ）
口であれ、肛門であれ、女性器でない場所（非婦女根）を使ってその女性と性行為を行った者が落ちる。獄卒が罪人の口を鉄叉で広げて熱銅を流し込み、耳に白蝋を流し込む。鉄の蟻が罪人の目を喰い、刀の雨が降る。

### 無彼岸受苦処（むひがんじゅくしょ）
妻以外の女性と性行為を行った者が落ちる。火責め、刀責め、熱灰責め、病苦による責めなど、次から次へと責め苦がやってくる。

### 鉢頭摩処（はちずましょ）
僧となりながら俗人だったときに付き合っていた女性を忘れられず、夢の中で関係し、さらに人々に淫欲の功徳を説いた者が落ちる。鉢頭摩とは紅蓮華のことで、あたり一面その赤色をしている。獄卒に瓶の中で煮られ、鉄杵で突かれる。苦しむ罪人が辺りを見回すと、池の中に蓮華が見える。そこに行けば救われると思って走り出すと、地面に敷き詰められた鉄鉤に足を引き裂かれ、やっとの思いでたどりつくと背後に控えた獄卒に刀や斧で散々に打たれる。

### 大鉢頭摩処（だいはちずましょ・まかはちづましょ）
出家僧ではないのに僧であると偽り、しかも戒律に従わなかった者が落ちる。広さ500由旬、長さ100由旬の熱した白蝋の河があり、罪人がそこに落ちると身体がバラバラ、骨は石に、肉は泥になってしまう。やがて、身体が魚になり鳥についばまれる。

### 火盆処（かぼんしょ）
火盆地獄とも。「正法念処経」（七）によると、炎で満たされていることからこの名があるという。出家僧ではないのに僧のフリをして、そのうえで女性に興味を持ったり、身の回りの生活品に執着し、正しい法を行わなかった者が落ちる。ロウソクのように、罪人たち自身の身体が炎に包まれ燃え盛り、泣き叫ぶたびに口や目鼻から炎が体内に入り、骨まで燃やし尽くす。

### 鉄末火処（てつまっかしょ）
出家僧だと詐称し、そのフリをしたまま、女性の舞いや笑い声、装飾品に心引かれてみだらな想像にふけった者が落ちる。500由旬の高さの熱鉄の壁の囲いの中で、炎の熱鉄の雨が降りそそぎ焼かれ続ける。

## 叫喚地獄
殺生・盗み・邪淫に加えて、酒に関係する悪事を犯した「飲酒」の罪を犯した者が落とされる叫喚地獄に付随する小地獄。そもそも初期の仏教では、酒を飲む事それ自体が（建前上）禁止されていた。「酒に毒薬を混ぜて人に与えた」などの細かい条件によって十六種類の地獄が用意されている。衆合地獄の10倍の苦しみ。

### 大吼処（だいくしょ）
心身を清める斎戒を行っている人に酒を与えた者が落ちる。人に酒を飲ませたように溶けた白蝋を無理矢理飲ませられる。苦痛のあまり罪人が空まで届く咆吼の叫び声をあげると、獄卒はますますいきり立ち、罪人を苦しめる。

### 普声処（ふしょうしょ）
修行中に気が緩んで酒を飲んだ者、自ら飲酒を楽しむばかりか、受戒したばかりの人に酒を飲ませた者が落ちる。獄卒に鉄の杵で打たれて苦しめられ、その叫び声が地獄を通り越して鉄囲山世界全てに響き渡る。

### 髪火流処（はっかるしょ）
五戒を守っている人に酒を与えて戒を破らせた者が落ちる。熱鉄の犬が罪人の足に噛み付き、鉄のくちばしを持った鷲が頭蓋骨に穴を開けて脳髄を飲み、狐たちが内臓を食い尽くす。

### 火末虫処（かまつちゅうしょ）
水で薄めた酒を売って大儲けした者たちが落ちる。地・水・火・風の四大元素から来る四百四病の全てが存在し、しかもそれぞれが、地上の人間を死滅させる威力を持つ。また、罪人の身体から無数の虫が湧き出し肉や骨を食い破る。

### 熱鉄火杵処（ねつてっかしょしょ）
鳥や獣に酒を与えて、酔わせた後に捕らえて殺した者が落ちる。獄卒が振り下ろす鉄の杵で追い回され、捕まると砂のごとく細かく砕かれる。肉体が再生すると今度は刀で少しずつ削られ、細かい肉片にされる。

### 雨炎火処（うえんかしょ）
象に酒を飲ませて暴れさせ、建物を壊したり、人に怪我をさせた者が落ちる。赤く焼けて炎を発する石の雨が罪人たちを撃ち殺す。また、溶けた銅とハンダと血が混ざった河が流れており、罪人たちを押し流しながら焼く。全身から炎を発して燃え盛る巨大象がいて罪人を押しつぶす。

### 殺殺処（せつせつしょ）
貞淑な婦人に酒を飲ませて酔わせて関係した者が落ちる。獄卒たちが熱鉄の鉤で罪人の男根を引き抜く。抜かれるたびに再生し、同じことが繰り返される。罪人が逃げ出すと、今度は烏、鷲、鳶の大群に食い尽くされる。

### 鉄林曠野処（てつりんこうやしょ）
酒に毒薬を混ぜて人に与えた者が落ちる。燃え盛る鉄の車輪に縛り付けられ、回転させたところを的当てのごとく弓で射られる。

### 普闇処（ふあんしょ）
酒を売る仕事をしながら、人の無知に付け込んで、少しの酒を高価な値段で売った者が落ちる。真っ暗闇の中で獄卒に散々に打たれ、その後炎の中で頭から二つに引き裂かれる。

### 閻魔羅遮約曠野処（えんまらしゃやくこうやしょ）
病人や妊婦に酒を与えて、彼らの財産や飲食物を奪った者が落ちる。罪人は足から順に頭まで燃えていき、その上で獄卒に鉄刀で足から順に頭まで切り刺される。

### 剣林処（けんりんしょ）
荒野を旅する人をだまして泥酔させ、持ち物や命を奪った者が落ちる。燃え盛る石の雨、沸騰した血と銅汁と白蝋の河がある中で、獄卒に刀や殻竿で打たれる。「剣樹地獄」（けんじゅじごく）とも。地獄の広さは500由旬で、暴風によって剣になっている木の葉が飛び、罪人の手足・体を切り裂く（「長阿含経」（一九・世記経・地獄品）、「正法念経」八など）。

### 大剣林処（だいけんりんしょ）
人里離れた荒野の街道で酒を売った者が落ちる。高さ1由旬の剣樹の林があり、獄卒にそこへ追い立てられる。剣樹の幹は炎に包まれ、葉は鋭い刃になっており、揺れるたびに無数に落下して下のものを切り裂く。逃げ出したくても外には常に獄卒がいる。

### 芭蕉烟林処（ばしょうえんりんしょ）
貞淑な婦人に密かに酒を飲ませていたずらしようとした者が落ちる。煙が充満していて前が見えず、床は熱した鉄板になっていて焼かれる。

### 有煙火林処（うえんかりんしょ）
悪人に酒を与えて、憎む相手に復讐させた者が落ちる。熱風に吹き上げられ、他の罪人と空中でぶつかり合いながら砂のように砕けてしまう。

### 火雲霧処（かうんむしょ）
他人に酒を飲ませて酔わせ、物笑いにした者たちが落ちる。地面から100mの高さまで吹き上がる炎の熱風で舞い上げられ、空中で回転し、縄のようにねじれ、ついには消滅してしまう。

### 分別苦処（ふんべつくしょ）
知恵を悪用して他者を欺いたり、不正なことをさせたりする者が落ちる。 自らは手を下さず、他人を操って悪事を働かせる者全般が該当する。獄卒が様々な苦しみを与えた上で、説教して反省させる。その上でまたさらに様々な苦悩を与える。

## 大叫喚地獄
殺生・盗み・邪淫・飲酒に加えて、嘘をついて人をだますなどの「妄言」の罪が加わった者が落とされる大叫喚地獄に付随する小地獄。「他人の田畑を奪い取るために嘘をついた者」などの細かい条件によって十八種類の小地獄が用意されている。ここのみ二種類多いことになるが、本来黒縄地獄に入れるべき物が混ざったのか、理由は明らかでない。
叫喚地獄の10倍の苦しみ。

### 吼吼処（くくしょ/こうこうしょ）
恩を仇で返した者、自分を信頼してくれる古くからの友人に対して嘘をついた者が落ちる。獄卒が罪人の顎に穴をあけて熱した鉄のはさみで舌を引き出し、毒の泥を塗って焼け爛れたところに毒虫がたかる。

### 受苦無有数量処（じゅくむうすうりょうしょ）
嘘をでっち上げて、目上の人を陥れた者が落ちる。獄卒に打たれて傷つくと、その傷口に草を植えられる。成長し根を張ったところで引き抜かれる。

### 受堅苦悩不可忍耐処（じゅけんくのうふかにんたいしょ）
王や貴族の部下で、保身のために嘘をついた者、またはその地位を利用して嘘をついた者が落ちる。叫喚地獄同様に罪人たちの体内の蛇が動き回り、肉や内臓を食い荒らす。

### 随意圧処（ずいいあつしょ）
他人の田畑を奪い取るために嘘をついた者が落ちる。さながら鍛冶師が刀を作るときのように、罪人を鉄に見立てて火で焼き、ふいごで火力を強め、鉄槌で打たれ、引き延ばされ、瓶の中の湯で固められ、また火で焼く、ということが延々くり返される。

### 一切闇処（いっさいあんしょ）
婦女を犯して裁判にかけられながら、王の前で嘘をついてしらを切り通し、かえって相手の婦女を犯罪者に仕立て上げた者が落ちる。頭を裂いて舌を引き出し、それを熱鉄の刀で引き裂き、舌が生えてくるとまた同じ事を繰り返す。

### 人闇煙処（じんあんえんしょ）
実際は十分に財産があるのに財産がないと嘘をつき、本当は手に入れる資格がないものを皆と一緒に分け合って手に入れた者が落ちる。獄卒に細かく身体を裂かれ、生き返るとまだ柔らかいうちにまた裂かれる。また、骨の中に虫が生じて内側から食われる。

### 如飛虫堕処（にょひちゅうだしょ）
穀物であれ衣であれ、サンガの所有物によって商売を行い、安く買い高く売り、得たものをサンガと共有せず、「儲けがなかった」と嘘をつく者が落ちる。獄卒が罪人を斧で切り裂き、秤で計って、群がる犬達に食わせる。

### 死活等処（しかつとうしょ）
出家人（僧侶）でもないのにその格好をし、人をだまして強盗を働いた者が落ちる。獄卒に苦しめられる罪人たちの前に青蓮華の林が見え、そこに救いを求めて駆け寄ると、炎の中に飛び込むことになる。また、両目をえぐられ両手足も奪われて抵抗できないまま焼き殺される。

### 異々転処（いいてんしょ）
優れた陰陽師で正しく占うことができ、世人の信用を得ていながら、占いで嘘をつき、国土や立派な人物を失う原因を作った者が落ちる。目の前に父母、妻子、親友など（の幻）が出現するので、救いを求めて駆け寄ると灼熱の河に落ちて煮られる。再生して河から出ると、再び同様の幻が出現し、駆け寄ると地面の鉄鉤で切り裂かれる。また、上下からの回転ノコギリ（のようなもの）で切り刻まれる。

### 唐悕望処（とうきぼうしょ）
病気で苦しんだり、生活に困ったりしている人が助けを求めているのに、助けると口先ばかりで嘘をついて、実際には何もしてやらなかった者が落ちる。目の前においしそうな料理が出現するので駆け寄ると、途中に生えた鉄鉤で傷つき、しかもたどり着くと実は料理に見えたのは熱鉄や糞尿の池で、その中に落ちて苦しむ。また、夜露をしのぐ家を貸すといって貸さなかった者は、深さ50由旬の瓶の中で高熱の鉄汁に逆さまに浸されるなど、嘘に応じた罰がある。

### 双逼悩処（そうひつのうしょ）
村々の会合などで嘘をついた者、悪口を言って集団の和を乱した者が落ちる。炎の牙の獅子がおり、罪人を口の中で何度も噛んで苦しめる。

### 迭相圧処（てっそうあつしょ）
親兄弟親戚縁者などが争っているときに、自分の身近な者が得するように嘘をついた者が落ちる。罪人に騙されたものたち（本人かどうかは不明）が出現し、罪人の肉をはさみで切り取って口の中で噛んで苦しめる。切り取られた肉片にも感覚がある。

### 金剛嘴烏処（こんごうしうしょ）
病気で苦しむ人に薬を与えると言っておきながら与えなかった者が落ちる。金剛のくちばしを持つカラスが罪人の肉を喰う。喰い尽くされると罪人は復活し、また始めから喰われる。

### 火鬘処（かまんしょ）
祝い事の最中に法を犯しておきながら、しらを切った者が落ちる。獄卒が鉄板と鉄板の間に罪人を挟み、くり返しこすって血と肉の泥にしてしまう。

### 受鋒苦処（じゅほうくしょ）
布施しようと言っておきながら布施をしなかった者、布施の内容にケチをつけた者が落ちる。獄卒に熱鉄の串で舌と口を刺される。嘘をつくことはおろか泣き叫ぶこともできない。

### 受無辺苦処（じゅむへんくしょ）
船長でありながら海賊と結託し、船に乗っている商人達の財産を奪った者が落ちる。熱鉄の金箸で吼々処のように舌を引き抜かれる。いくら抜いても舌は再生し、そのたびに抜かれる。さらに目を引き抜いたり、刀で肉を削られたりする。

### 血髄食処（けつずいじきしょ）
王や領主の地位にあって税物を取り立てておきながら、まだ足りないと嘘をついて多くの税を取り上げた者が落ちる。黒縄で縛られて木に逆さづりにされた上、金剛のくちばしのカラスに足を食われる。罪人は流れてきた自分の血を飲むことになる。

### 十一炎処（じゅういちえんしょ）
王、領主、長者のように人から信頼される立場にありながら、情によって偏った判断を下した者が落ちる。10方向から炎が吹き出して罪人を焼き、罪人の体内から11番目の炎が生じて口から吹き出し舌を焼く。

## 焦熱地獄
炎熱地獄とも。
殺生・盗み・邪淫・飲酒・妄語に加えて、仏教の教えとは相容れない教義を信じ（神仏習合の例もあるように、単なる異教崇拝とは違うらしい）、その誤った考えを民衆に広めて、また実践した結果、自分も含めた多くの人の生命や財産を損じた、「邪見」の罪が加わった者が落とされる焦熱地獄に付随する小地獄。「“殺生をすることで天に転生することができる”という邪見を述べた者」などの細かい条件によって十六種類の小地獄が用意されている。
大叫喚地獄の10倍の苦しみ。

### 大焼処（だいしょうしょ）
「殺生をすることで天に転生することができる」という邪見を述べた者が落ちる。もろもろの火の他に、文字通り「後悔の炎」が生じて内側から罪人を焼き焦がす。

### 分荼梨迦処（ぶんだりかしょ）
「飢えて死ぬことで天に昇ることができる」と説いた者が落ちる。体中から炎が吹き出して苦しんでいる罪人の耳に、「ここには分荼梨迦の池があり、水が飲める」という声が聞こえる。その声に従って池に飛び込むとそこは水ではなく炎の中で、さらに苦しむ羽目になる。

### 龍旋処（りゅうせんじょ）
「欲、怒り、愚かさを断てば涅槃に入れる、という教えは嘘だ」と説いた者、礼儀作法の意味を解さなかった者が落ちる。身体から毒を発する悪龍がたくさんおり、罪人の周囲で激しく回転する。罪人は毒と回転の摩擦でぼろぼろに砕かれる。

### 赤銅弥泥魚旋処（しゃくどうみでいぎょせんしょ）
「この世に存在する一切は大自在天の作ったもので、輪廻転生などはない」と説いた者が落ちる。高熱の銅汁の海に鉄の魚がおり、溺れる罪人の上半身を噛む。下半身は銅の海で焼かれ、また海中の悪虫に食いつかれる。

### 鉄鑊処（てっかくしょ）
「たとえ殺人を犯しても、もしもその殺された人が天に生まれ変われるなら殺人は悪くない」と説いた者が落ちる。「平等受苦無力無救」「火常熱沸」「鋸葉水生」「極利刀鬘」「極熱沸水」「多饒悪蛇」という六つの巨大な釜があり、罪人を煮る。

### 血河漂処（けつがひょうしょ）
何度となく戒に違反しながら「苦行すれば全ての罪は許されるのだからかまわない」と考え、自らの身体を傷つけるような苦行を行った者が落ちる。文字通り血の河に漂う地獄で、河の中に群れ成して住む丸虫が罪人に取り付いて焼き焦がす。

### 饒骨髄虫処（にょうこつずいちゅうしょ）
今よりもよい世界ではなく、当たり前の人間界に転生することを望んで戒を破り、牛の糞に火をつけて自らの身を焼いた者が落ちる。鉄の杵で打たれて蜜蝋のようにどろどろにされ、前世の罪のために虫となって地獄に落ちた者たちと混ぜ合わされて肉の山となり、火をつけて燃やされる。

### 一切人熟処（いっさいにんじゅくしょ）
邪教を信じ、天界に転生するために山林や草むらなどに放火した者が落ちる。罪人の目の前で家族や友人など、かけがえのない人々が焼かれるのを見せ、精神的な責め苦を与える。

### 無終没入処（むしゅうぼつにゅうしょ）
「動物や人間を焼き殺したものは火を喜ばせたという理由で幸福を得られる」と考え、実行したものが落ちる。燃え盛る巨大な山に登らされ、手、足、頭、腰、眼、脳などに分解されてそれぞれが燃やされる。

### 大鉢特摩処（だいはちとくましょ）
僧たちに食事を供する大斎の期間中に殺人をすれば望みが叶うと考え、実行した者が落ちる。花弁の中に無数の長い棘がある紅蓮華の花の中に落とされ、全身串刺しになる。しかも傷口から炎が吹き出す。

### 悪険岸処（あくけんがんしょ）
「水死したものは那羅延天に転生し、永遠にその世界に住み続ける」と説いた者が落ちる。獄卒たちが「あの大きな山を越えれば苦を受けることはなくなる」と言うのでその通りにすると、山の向こうの切り立った崖に落ち、崖下の石の刀に刺さって燃やされる。

### 金剛骨処（こんごうこつしょ）
「この世にある一切のものは因縁などとは関係なく生じたり滅したりするので、仏法を信じるなどばからしい」と説いた者が落ちる。獄卒に刀で肉を削られ骨だけにされるが、この骨は金剛のように硬くなっている。すると、罪人に騙されたものたちが現れてその骨を手に取り打ち合わせる。骨だけになっても罪人は苦痛を感じる。

### 黒鉄縄剽刀解受苦処（こくてつじょうびょうとうかいじゅくしょ）
「人間の行いの善や悪などはすべて因縁によって決まっており、変えられないのだから、あれこれ頑張ってみても無意味だ」と説いた者が落ちる。鉄の綱で縛られ、足から頭にかけて刀で細かく裂かれる。

### 那迦虫柱悪火受苦処（なかちゅうちゅうあくかじゅくしょ）
「宇宙にはこの世もあの世も存在しない」と説いた者が落ちる。罪人の頭を貫通させた大きな釘を、そのまま地面に打ち立てる。その後罪人の体内に虫が湧き出し、血を吸い尽くした後に肉まで食べる。

### 闇火風処（あんかふうしょ）
「この世の法則には無常ばかりではなく一定不変なものもある」と説いた者が落ちる。悪風に吹き飛ばされた罪人の身体が風の渦の中で回転し続ける。時折別の強風が吹くと身体が砕かれて砂のようになるが、すぐ再生して同じことのくり返しになる。

### 金剛嘴蜂処（こんごうしほうしょ）
「世の中には変わらないものもある」と、諸行無常を否定した内容を説いた者が落ちる。
獄卒がはさみで罪人の肉を少しずつちぎり取り、さらにそれを自分自身に喰わせる。

### 分荼離迦（ふんだりか）
『往生要集』（上・一ノ六）に現れる。

## 大焦熱地獄
大炎熱地獄とも。
殺生・盗み・邪淫・飲酒・妄語・邪見に加えて、童女や尼僧など清く聖なる者を犯した「犯持戒人」の罪が加わった者が落とされる大焦熱地獄に付随する小地獄。「仏門に入ったばかりの尼僧を犯した者」などの細かい条件によって十六種類の小地獄が用意されている。
焦熱地獄の10倍の苦しみ。

### 一切方焦熱処（いっさいほうしょうねつしょ）
仏教の在家の女性信者を犯した者が落ちる。全ての場所、空にまで炎が満ちており、罪人たちは常に焼かれる。また、獄卒が罪人を巻物のように足から巻いていき、全身の血が頭部に集まったところで釘を打ちつける。

### 大身悪吼可畏之処（だいしんあくくかいしょ）
出家はしたがまだ僧にはなっていない女性を犯した者が落ちる。獄卒が毛抜きはさみで、全身の毛を肉もろとも一本ずつ抜いて苦しめる。

### 火髻処（かけいしょ）
仏法を正しく身に付けて正しく行っている女性を犯した者が落ちる。弓の弦のように細長い体に、鋭い牙を持った虫がたくさんおり、獄卒に縛られた罪人の肛門から侵入、内臓から脳まで食い尽くして頭部を食い破り外に出る。

### 雨縷鬘抖擻処（うるまんとそうしょ）
国家の危機的状況の混乱に乗じて、戒律を守っている尼僧を犯した者が落ちる。回転する刀があちこちに生えており、身動きするとたちまち切り裂かれる。死ぬとすぐ再生し、また切られて死ぬ。

### 吒々々嚌処（たたたざいしょ）
（不淫戒を）受戒した正行の女性と性行為を行った者は吒々々嚌処に落ちる。激しい風に吹き上げられてバラバラになり、肉があちこちに撒き散らされる。また、金剛の鼠に喰い散らかされ、芥子粒のように細かくなる。

### 雨沙火処（うしゃかしょ）
仏門に入ったばかりの尼僧を犯した者が落ちる。500由旬の大火炎の底に金剛の砂の巨大な蟻地獄があり、灼熱の砂に飲み込まれる。砂の中には鋭く尖って突き刺さるものも混ざっている。

### 内熱沸処（ないねつふっしょ）
三宝に帰依し、五戒を受けた女性に対して非法な事を行った者が落ちる。あたりが炎に包まれている中で、五つの火山だけが木が茂り池がある。それを見て火山に行くと暴風に巻き上げられ火山内部で焼き尽くされる。

### 普受一切資生苦悩処（ふじゅいっさいしせいくのうしょ）
僧侶でありながら、戒を受けた女性を酒で酔わせてたぶらかし、道心を破壊し終わったあとで、財物を与えて性行為を行った者が落ちる。炎の刀が皮膚をはぎ、肉がむき出しになった所をさらに炎で焼く。また、獄卒が溶けた鉄を身体に注ぎ込む。

### 鞞多羅尼処（びたらにしょ）
嫌がる女性と無理矢理に関係した者が落ちる。暗黒の中で高熱の鉄の杖が雨のように降り、罪人に次々と突き刺さる。

### 無間闇処（むけんあんしょ）
善を治めた人物を女性に誘惑させて堕落させた者が落ちる。金剛さえ突き破るほど鋭い嘴を持った虫が、文字通り罪人の骨の髄まで食い荒らす。

### 苦鬘処（くまんしょ）
自分と関係しなければ王に讒言して罰を受けさせると脅迫し、立派な僧を誘惑して堕落させた女性が落ちる。獄卒に鉄のヤスリで肉を削り落とされる。

### 髪愧烏処（ほっきうしょ）
酒に酔って姉妹を犯した者が落ちる。灼熱の炉に入れられ、獄卒がふいごで火力を強める。また、太鼓の中に入れられ、獄卒がそれを激しく打ち鳴らす。

### 悲苦吼処（ひくくしょ）
特別な儀式の最中であるにもかかわらず、姉妹と関係を持った者が落ちる。一見すると平和そうな林があり、みんなそこに逃れるが、実はそこには巨大な千の頭の竜がたくさんいて、罪人を口の中で噛み砕く。罪人は口の中で生き返り、また噛み砕かれ、同じことのくり返しになる。

### 大悲処（だいひしょ）
教典などを学んでいる善人の妻や娘などをだまして犯した者が落ちる。びっしりと刀が生えたヤスリのような床があり、獄卒にそこにこすり付けられ、形がなくなるまで擦り減らされる。

### 無非闇処（むひあんしょ）
自分の子の妻を犯した者が落ちる。沸騰する釜の中で他の罪人共々煮られた後、杵でつかれて一塊の団子にされる。

### 木転処（もくてんしょ）
命を救ってくれた恩人の妻を犯した者が落ちる。沸騰した河の中で逆さに煮られ、巨大な魚に喰われる。

## 無間地獄
無間地獄（梵: avīci、阿鼻地獄とも）の中心には七重の鉄の城壁に囲まれた阿鼻城があり、その城壁の外に十六小地獄を持つ（『往生要集』上・一ノ一）。
殺生・盗み・邪淫・飲酒・妄語・邪見・犯持戒人に加えて、「父母殺害」「阿羅漢（小乗仏教における聖者）殺害」など、仏教における最も重い罪を犯した者が落とされる無間地獄に付随する小地獄。「仏像・仏塔・寺社などを破壊した者」などの細かい条件によって十六種類の小地獄が用意されている。
大焦熱地獄の1000倍の苦しみ。

### 烏口処（うこうしょ）
阿羅漢（小乗仏教の最高指導者）を殺した者が落ちる。獄卒が罪人の口を裂いて閉じないようにした上、沸騰する泥の河に落とす。溺れた罪人は泥の熱で内臓まで焼かれる。

### 一切向地処（いっさいこうちしょ）
とりわけ尊い尼僧や阿羅漢を強姦した者が落ちる。頭を上にしたり下にしたり、くるくる回転させられながら、炎で焼かれ、また灰汁の中で煮られる。

### 無彼岸常受苦悩処（むひがんじょうじゅくのうしょ）
自分の母親を犯した者が落ちる。鉄のかぎでへそから魂を取り出され、その魂に鋭い棘を刺される。そのあとへそに鉄の釘を打たれ、口に高熱の鉄を注がれる。

### 野干吼処（やかんくしょ）
優れた智者、悟りに達した者、阿羅漢、などをそしった者が落ちる。野干とはジャッカル、テン、狐のことを指し、鉄の口を持つ火を吐く狐が罪人に群がり、手、足、舌など罪のある部分を次々に食いちぎる。

### 鉄野干食処（てつやかんじきしょ）
仏像、僧房など僧侶の身の回りの品を焼き払った罪人が落ちる（『往生要集』上・一ノ一）。身体から火が吹き出し、空から鉄の瓦が雨霰と降り注ぐ。鉄の狐が罪人を喰う。

### 黒肚処（こくとしょ）
仏に属する物品を喰ったり自分のものとした者たちが落ちる。罪人たちは餓鬼道さながらに飢え渇きに苦しみ、ついには自分の肉まで喰ってしまう。さらに、黒い腹の蛇が罪人を足の甲から喰う。喰われた部分は何度でも再生する。

### 身洋処（しんようしょ）
あるいは仏に捧げられた財物を盗んだ者が落ちる。燃え上がる二本の巨大な鉄の木の間に地獄があり、風で鉄の木が揺れて擦れ合うたびに、間にいる罪人たちを粉々にする。その肉片は金剛のくちばしの鳥に喰われる。

### 夢見畏処（むけんいしょ）
僧侶達の食料を奪い、飢えさせた者が落ちる。鉄の箱の中に座らされ、杵でつかれて肉の塊にされる。

### 身洋受苦悩処（しんようじゅくのうしょ）
篤志家が出家者や病人に布施した財物を僧侶を装って奪い取った者が落ちる。高さ100由旬の燃える鉄の木の下にある地獄で、この世の全ての病が罪人を苦しめる。

### 雨山聚処（うせんじゅしょ）
辟支仏（菩薩より価値が低い仏）の食物を奪って喰った者が落ちる。巨大な鉄の山に何度も押しつぶされる。潰されたらすぐまた生き返るので、同じ苦しみが続く。また、獄卒に身体を引き裂かれ、傷口に高熱の液体を注がれる。人間界にある全ての病が罪人を苦しめる。

### 閻婆叵度処（えんばはどしょ）
閻婆度処（えんばどしょ）とも。田畑の水や飲み水の水源である河などを破壊し、人々を渇死させた者が落ちる。象の様に巨大で火を吐く閻婆（閻婆度）という鳥が、罪人をくわえて高空から落とす（『往生要集』上・一ノ八）。地面には無数の鋭い刃が出ており、炎の歯を持つ犬に噛まれる。

### 星鬘処（せいまんじょ）
修行によって飢えている僧侶から食料を奪った者が落ちる。正方形の地獄の、二つの角に大きな苦しみがある。一方では釜の中で回転させられながら煮られ、もう一方では剣が混ざった激しい風にずたずたにされた後、釜の中で溶けた銅で煮られる。

### 苦悩急処（くのうきゅうしょ）
仏教の説を伝えるための書や絵画などを歪めたり破損したりいたずらしたりした者が落ちる。獄卒が罪人の両目に溶けた銅を流し込み、その両目を熱砂ですり減らし、さらに身体の他の部分も同様にすり減らす。

### 臭気覆処（しゅうきふくしょ）
僧達の田畑や果樹園、その他彼らに帰属すべき物を焼いた者が落ちる。無数の針が生えた燃え上がる網に捕らえられ、体中刺し貫かれながら燃やされる。矢で射られた後、サトウキビで叩かれる。

### 鉄鍱処（てっちょうしょ）
食料などが不足する貧しい時代に僧侶達の面倒を見ると言っておきながら、何もせずに飢えさせた者が落ちる。数多くの炎に取り囲まれ、餓鬼のごとく飢渇の苦しみを与えられる。

### 十一焔処（じゅういちえんしょ）
仏像、仏塔、寺舎などを破壊したり燃やしたりした者が落ちる。獄卒たちが鉄棒を持って追いかけ、罪人たちは蛇に噛まれたり炎に焦がされながら逃げ続ける。

### 火車地獄（かしゃじごく）
「観仏三昧海経」に伝わっている小地獄。乗り物の方の”火車”で罪人が連れてこられ、巨大な炎の車輪に縛りつけられて燃やされる。

### 鑊湯地獄（かくとうじごく）
『経律異相』（五〇）には鑊湯地獄の存在が説かれており、現世で罪を犯した人間が釜茹でされる。

### 鉄刺林地獄（てっしりんじごく）
鉄設拉末梨林（てっしらまりりん）とも（設拉末梨は梵語śālmalīの音写で、刺の意）。鉄の棘が生えた木の生える林の地獄。「大智度論」（巻一六）ではそれぞれの八大地獄の十六小地獄のひとつとされ、邪淫を犯した者が落ちる。「大毘婆沙論」（巻一七二）には四小地獄の鋒刃増の一つとしてあらわれる。

## 偽経の中の十六小地獄

### 灰河地獄（けがじごく）
偽経の「善悪因果経」には灰河地獄（けがじごく）が紹介されている。「灰地獄」とも。鶏の子を焼き煮た者が落ちるとされ、熱い灰が川のように流れている。『日本霊異記』や『今昔物語集』の説話に登場し、「卵を焼き煮る者は必ず灰地獄に堕つ」という俚諺になっている。『往生要集』にも「灰河地獄」「大灰河地獄」が登場するが、石田瑞麿は「灰河」と呼ばれる地獄について言及されている経典が存在することに触れたうえで、あくまで八熱地獄に該当するものではないと推測している。

## その他
この他にも、どの地獄に付随するのか不明な「黒沙地獄」がある。熱で焼けた黒い砂が罪人を骨まで焼き尽くす。